# Steve Niles

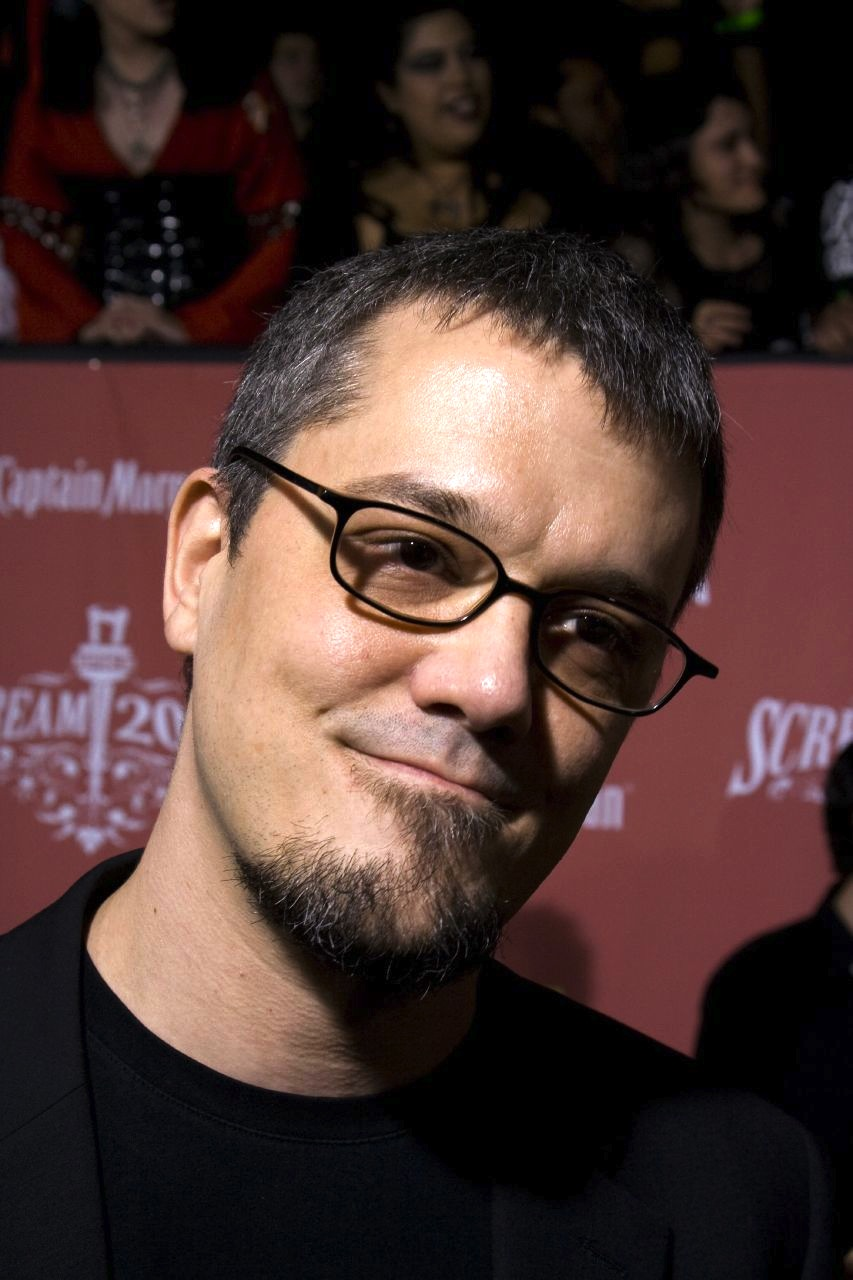
Steve Niles bei den Scream Awards 2007

Steve Niles (* 21. Juni 1965 in Jackson Township, New Jersey) ist ein US-amerikanischer Comicautor und Romanschriftsteller.
Er ist einer der Autoren, die Horror-Comics wieder salonfähig gemacht haben. Dies gelang ihm besonders durch Werke wie 30 Days of Night, die Fortsetzung Dark Days (IDW Publishing), und Criminal Macabre (Dark Horse Comics) in Zusammenarbeit mit dem Zeichner Ben Templesmith.

## Biografie
Steve Niles wuchs in den Vororten von Washington, D.C. auf. Er arbeitete in Comic-Läden und machte in den 1980ern und 1990ern Aufnahmen für die Bands „Gray Matter“ und „Three“. Oft nannte er den Late-Night-Horrorshowmaster, Count Gore De Vol als frühe Inspiration. 2004 schrieb Count Gore das Vorwort zum Comicroman „Aleister Arcane“, der von einem Horror-Showmaster handelt.
Niles’ Karriere in der Comic-Industrie begann mit der Gründung eines eigenen Verlags Arcane Comix, in dem er seine eigenen Comics veröffentlichte. In den frühen 1990ern schrieb er einige Titel für Fantaco/Tundra. Niles veröffentlichte und bearbeitete einige Comics und Sammlungen für Eclipse Comics. Ebenso arbeitete er für Disney und Todd McFarlane. Nach dem Weggang von Brian Michael Bendis arbeitete Steve Niles zusammen mit Ashley Wood an Hellspawn.
Nachdem Hollywood die Rechte für 30 Days of Night erstanden hatte, gründete er zusammen mit Rocklegende Rob Zombie eine Gemeinschaftsproduktionsfirma Creep International.
Aus dieser Zusammenarbeit entstanden bis heute zwei Projekte: The Nail (mit Nat Jones) erschienen bei Dark Horse, und Bigfoot (zusammen mit Richard Corben) erschienen bei IDW Publishing. Gemeinsam mit dem Schauspieler Thomas Jane gründete Niles eine ähnliche Firma (Raw Entertainment), um seinen Criminal Macabre-Charakter Cal MacDonald auf die Leinwand zu bringen.
Niles arbeitete an verschiedenen Projekten für Marvel und DC Comics. 2006 arbeitete er zusammen mit dem Zeichner Scott Hampton an einer Batman-Mini-Serie Gotham County Line. Außerdem schrieb Niles im selben Jahr eine weitere Mini-Serie, die Steve Ditkos altmodischen Character Creeper neu erfindet. Derzeit entwickelt er gemeinsam mit Scott Hampton den neuen DC-Character: Simon Dark.
Für das DC Infinite Halloween Special schrieb Steve eine Geschichte mit dem Titel „Strange Cargo“. Erzählt aus der Perspektive von Poison Ivy, handelt die Geschichte von Superman, Lois Lane, und Jimmy Olsen, die Zombies in einem Frachtcontainer entdecken, der Lex Luthor gehört. Superman tötet die meisten Zombies, die übrigen bringt er zum Mond.
Für die zwölfteilige Batman-Serie Batman: Gotham After Midnight, geschrieben von Niles, zeichnete Kelley Jones die Bilder. Niles arbeitet derzeit mit Menton3 an Nosferatu Wars für Dark Horse Comics. Im März 2012 gründete er mit Gitarrist Brett Gurewitz und Comiczeichner Matt Pizzolo den Comic-Verlag Form Black Mask Studios.

## Filmumsetzungen
30 Days of Night entwickelte sich zu einem erfolgreichen Film, der von Sam Raimi produziert wurde. Auch andere von Niles geschriebene Comics sollen verfilmt werden. Darunter befinden sich auch Titel wie Criminal Macabre, In the Blood and Wake the Dead. Laut dem Magazin Variety wird Wake the Dead der nächste Film sein, der in die Produktion geht. Jay Russell soll die Regie führen. Freaks of the Heartland wird ebenfalls verfilmt.

## Veröffentlichungen
- Richard Matheson's I Am Legend (mit Elman Brown, Eclipse Comics/IDW Publishing, 1991)
- 30 Days of Night (mit Ben Templesmith, IDW Publishing, 2002, auf Deutsch erschienen bei Infinity und Cross Cult)
- Criminal Macabre (mit Ben Templesmith, Dark Horse Comics and IDW Publishing, 2003)
- Dark Days (mit Ben Templesmith, IDW Publishing, 2003, auf Deutsch erschienen bei Infinity)
- Hellspawn #'s 11-16 (mit Ben Templesmith, Image Comics, 2003)
- Remains (mit Kieron Dwyer, IDW Publishing, 2004)
- Freaks of the Heartland (mit Greg Ruth, Dark Horse, 2004, auf Deutsch erschienen im Cross Cult Verlag)
- Wake the Dead (mit Chee, IDW Publishing, 2004)
- Bigfoot (IDW Publishing, 2005, erscheint 2009 auf Deutsch im Cross Cult Verlag)
- Giant Monster (Mini-Serie, Boom! Studios, 2005)
- Bad Planet (mit Thomas Jane und Tim Bradstreet, Image Comics, 2005–2008)
- 28 Days Later: The Aftermath (Fox Atomic Comics, 2007, auf Deutsch erschienen bei Cross Cult)
- Simon Dark (DC Comics, 2007–2008)
- Cthulhu Tales (mit Chee, Shane Oakley, Boom! Studios, 2008)
- Dead, She Said (mit Bernie Wrightson, IDW Publishing, 2008-laufend)
- The Lost Ones (mit Zeichnungen von Gary Panter, Dr. Revolt, Kime Buzzelli und Morning Breath, Zune, 2008)
- Epilogue (mit Kyle Hotz, IDW Publishing, 2008-laufend)
- City of Dust (mit Zid, Radical Comics, 2008-laufend)
- 30 Days of Night: Die Legende der Untoten (Roman mit Jeff Mariotte, Panini Verlag, 2008)

### Interviews
- 2007 Audio interview with Steve Niles on the Comic Geek Speak podcast (englisch)
- 2006 Podcast Interview with Steve Niles – cIndyCenter.com (englisch; MP3-Datei; 12,41 MB)
- Interview von Steve Niles (Memento vom 15. Juni 2011 im Internet Archive) bei UGO (englisch)
- Interview zu 30 Days of Night bei Dread Central (englisch)

| Personendaten    | Personendaten                |
| ---------------- | ---------------------------- |
| NAME             | Niles, Steve                 |
| KURZBESCHREIBUNG | US-amerikanischer Comicautor |
| GEBURTSDATUM     | 21. Juni 1965                |
| GEBURTSORT       | Jackson                      |